# Nikos Anastasiadis (Politiker)

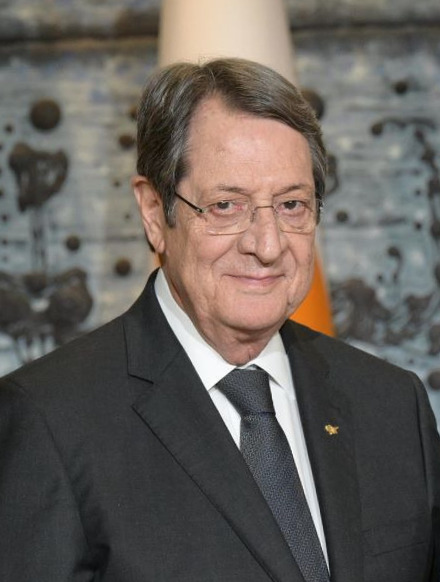
Nikos Anastasiadis (2022)

Nikos Anastasiadis (griechisch Νίκος Αναστασιάδης, auch Anastasiades transkribiert; * 27. September 1946 in Pera Pedi, Bezirk Limassol) ist ein griechisch-zyprischer Politiker. Von 1997 bis 2013 war er Vorsitzender der christdemokratisch-konservativen Partei Dimokratikos Synagermos (DISY) und vom 28. Februar 2013 bis zum 28. Februar 2023 Präsident der Republik Zypern.

## Leben

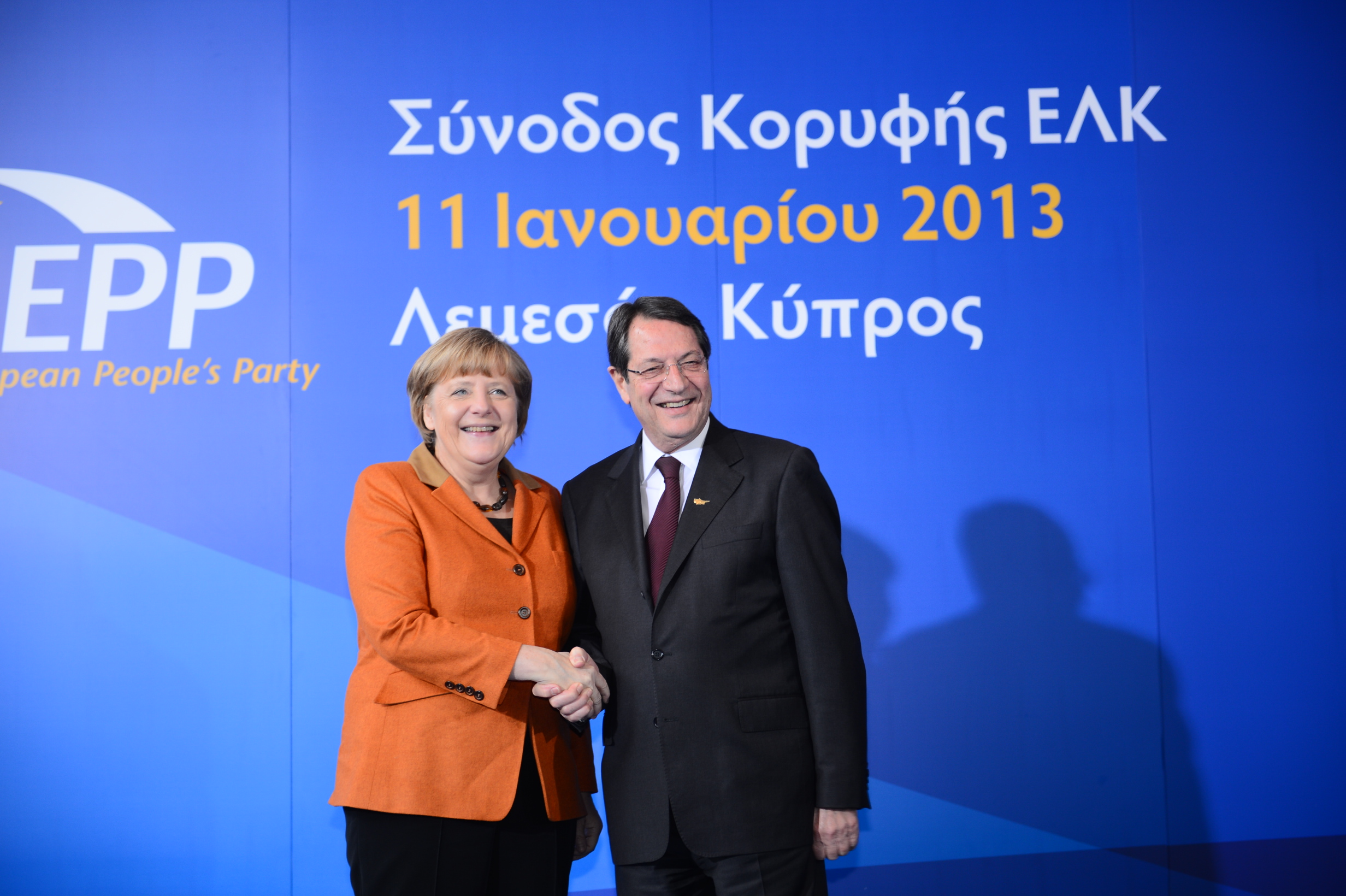
Mit Angela Merkel auf dem EVP-Gipfel (2013)

Nikos Anastasiadis studierte Rechtswissenschaft in Athen und London und schlug zunächst eine Anwaltslaufbahn ein. 1981 wurde er erstmals als Abgeordneter in das Repräsentantenhaus gewählt, dem er seitdem ununterbrochen angehört. Von 1991 bis 1993 und von 1993 bis 1997 war er Fraktionsvorsitzender, von 1996 bis 2001 Vizepräsident des Parlaments. Am 8. Juni 1997 wurde er Vorsitzender der Partei DISY.
Bei der Präsidentschaftswahl 2013 kandidierte er für das Amt des Staatspräsidenten, das zuvor der nicht mehr antretende Kommunist Dimitris Christofias innehatte. Anastasiadis konnte im ersten Wahlgang am 17. Februar 2013 mit weitem Abstand vor dem unabhängigen, aber von den Kommunisten unterstützten ehemaligen Gesundheitsminister Stavros Malas und dem Vertreter der politischen Mitte Giorgos Lillikas die meisten abgegebenen Stimmen auf sich vereinigen. Er erhielt keine absolute Mehrheit, sodass es zu einem zweiten Wahlgang kam.
Diese Stichwahl gewann Anastasiadis am 24. Februar 2013 mit großem Vorsprung vor Malas. Er erhielt 57,48 Prozent der abgegebenen Stimmen. Die Wahlbeteiligung lag bei 80,7 Prozent. Am 27. Februar 2013 stellte Anastasiadis sein Kabinett vor.
Bei der Präsidentschaftswahl am 28. Januar 2018 erhielt Anastasiadis im ersten Wahlgang mit 35,51 % eine relative Mehrheit der Stimmen. Zweitplatzierter wurde mit 30,24 % erneut Stavros Malas. Beide traten eine Woche später in einer Stichwahl gegeneinander an; Anastasiadis erhielt 56 Prozent der Stimmen.

## Insiderhandel-Vorwürfe
Nikos Anastasiadis wurde Insiderhandel im Zusammenhang mit dem Banken-Haircut in der Republik Zypern vorgeworfen. So sollen von dem Laiki-Bankkonto der Firma A. Loutsios and Sons Limited, die dem Vater von Anastasiadis’ Schwiegersohn gehört, am 12. und 13. März 2013 – zwei Tage vor dem Schuldenschnitt – 21 Millionen Euro nach Großbritannien überwiesen worden sein. Präsident Anastasiadis sprach von einer Verleumdungskampagne seitens der Opposition, da die genannten Unternehmen mehrere Millionen Euro auf ihren Konten bei griechisch-zyprischen Banken gelassen und dadurch – wie viele andere griechische Zyprer – hohe Verluste erlitten hätten.

## Pandora Papers
Die Pandora Papers belegen, wie Anastasiadis mittels des „Offshore-Brokers“ Alcogal vier Briefkastenfirmen auf den Britischen Jungferninseln besitzt, die das Vermögen des umstrittenen russischen Senators Leonid Lebedew managten. In Folge der Enthüllungen forderten die Bewegung Neo Kyma und Volt Europa den Rücktritt als Präsident und die Untersuchung aller Verfehlungen.